# Alvin Karpis
Alvin Karpis (Québec, 1907. augusztus 10. – Torremolinos, 1979. augusztus 26.) kanadai születésű, az Amerikai Egyesült Államokban tevékenykedő bűnöző, a Barker–Karpis-banda egyik vezetője az 1930-as években. Szövetségi rabként ő töltötte a leghosszabb időt, 26 évet az Alcatraz-börtönszigeten. Egy ideig Amerika legkeresettebb bűnözője, az egyes számú közellenség volt.

## Élete
Albin Francis Karpowicz néven litván bevándorlók – John és Anna Karpowicz – gyermekeként született Kanadában. Gyerekkorát a kansasi Topekában töltötte. Bűnözői karrierjét tízéves korában kezdte pornográf termékek árulásával. 1926-ban tíz évre ítélték rablási kísérletért. A fegyintézetből megszökött, és csak egy év múlva fogták el ismét a Missouriban található Kansas Cityben, amikor ellopott egy autót. A lansingi börtönben megismerkedett Fred Barkerrel, aki bankrablás miatt ült. Barker testvérei - Herman, Arthur és Lloyd - szintén bűnözők voltak, anyjuk pedig Ma Barker néven híresült el. Alvin Karpis 1931-ben szabadult, és az oklahomai Tulsában csatlakozott Fred Barkerhez. Hamarosan összeállt a Barker-Karpis banda.
Karpis és Fred Barker 1931. december 19-én meggyilkolta C. Roy Kelley seriffet, aki egy West Plains-i rablásuk ügyében nyomozott. 1933-ban elrabolták William Hamm minnesotai sörgyárost, akiért százezer dollár váltságdíjat kaptak. Röviddel ezután egy minnesotai bankárt, Edward Bremert rabolták el, akiért 200 ezer dollár ütötte a markukat. Az akciót Karpis irányította.
1934. november 27-én egy tűzharcban halálos sebet kapott Baby Face Nelson, az akkori egyes számú közellenség. Másnap Alvin Karpist nyilvánították a legkeresettebb bűnözőnek, és az FBI teljes erejével a banda ellen fordult. Január 16-án a nyomozók megrohamozták azt az ingatlant, ahol Fred és Ma Barker bujkált. Mindkettőjüket agyonlőtték. Ezzel nagyjából egy időben Atlantic Cityben majdnem lelőtték Alvin Karpist is. Karpisnak és társának, Harry Campbellnek sikerült tűzharcban elmenekülnie, de egy eltévedt lövedék eltalálta nyolc hónapos terhes barátnőjét, Dolores Delaneyt.
Karpis további 16 hónapon át menekült, közben részt vett egy páncélautó és egy vonat kirablásában. Ez utóbbit az ohiói Garrettsville-ben követte el. A zsákmány 27 ezer dollár volt. Ma és Fred Barker halála után elterjedt, hogy Karpis azt üzente John Edgar Hoovernek, hogy ugyanúgy bánik el vele, ahogy ő a társaival. Karpis később első életrajzi könyvében (The Alvin Karpis Story) azt írta, hogy ezt a szóbeszédet az FBI-főnök maga indította el.

## Letartóztatása
Alvin Karpist végül 1936. május 1-jén fogták el New Orleansban. Amikor az FBI megtalálta, Hoover a helyszínre utazott. Amikor egy tucatnyi ügynök megrohanta Karpis autóját, Hoover személyesen közölte Karpisszal, hogy le van tartóztatva. Karpis memoárjában azt írta, hogy Hoover csak akkor lépett oda hozzá, miután az ügynökök biztosították a helyszínt. A hivatalos dokumentumok szerint Hoover odalépett az autóhoz, és megragadta Alvin Karpis karját, hogy ne tudjon a hátsó ülésen fekvő fegyveréért nyúlni. Ez az állítás azért is kétséges, mert az autó egy Plymouth kupé volt, amelynek csak első ülései vannak. Karpis azt is írta, hogy Hoover parancsot adott a megbilincselésére, de egyik ügynöknél sem volt bilincs. Ezért egyikük nyakkendőjével kötözték össze a kezét. Ezt a letartóztatás nagy szerepet játszott Hoover ismertségének ugrásszerű növekedésében.

## Büntetése
Alvin Karpist életfogytiglani börtönbüntetésre ítélték. 1936 augusztusától 1962 áprilisáig az Alcatrazban ült. 1958-ban hat hónapra áthelyezték a Leavenworth szövetségi fegyintézetbe. Az Alcatrazban a pékségben dolgozott. Nem volt jó magaviseletű rab, gyakran összeverekedett társaival. Amikor bezárták a börtönszigetet, átszállították a McNeil-szigeti büntetés-végrehajtási intézménybe. Ebben a létesítményben találkozott a fiatal Charles Mansonnal, akit gitározni tanított.

## Szabadlábon
1969-ben szabadon engedték, és kiutasították Kanadába. Az útlevél megszerzése gondokat okozott, ugyanis korábban egy alvilági sebész, Joseph Moran eltávolította az ujjáról a bőrredőket, így nem tudott ujjlenyomatot adni. Karpis Montréalban telepedett le. Első visszaemlékezéseit 1971-ben írta, majd 1979-ben megjelentetett egy újabb kötetet (On the Rock). 1973-ban Spanyolországba költözött, ahol hat évvel később meghalt. A spanyol hatóságok először öngyilkosságra gyanakodtak a holttest mellett talált altatók miatt, de végül ezt elvetették.

## Fordítás
- Ez a szócikk részben vagy egészben  az   Alvin Karpis című angol Wikipédia-szócikk fordításán alapul.  Az eredeti cikk szerkesztőit annak laptörténete sorolja fel. Ez a jelzés csupán a megfogalmazás eredetét és a szerzői jogokat jelzi, nem szolgál a cikkben szereplő információk forrásmegjelöléseként.